# Mendig
Mendig és una petita ciutat del districte Mayen-Koblenz, a Rhineland-Palatinate, Alemanya. Està situat a uns 6 km al nord-est de Mayen, i a 25 km a l'oest de Koblenz.